# Levinus Brunstorp
Levinus Brunstorp war 1478 Titularbischof von Dionysia sowie Weihbischof in Halberstadt und in Schwerin.

## Leben
Levinus Brunstorp (de Brunstorp) wurde 1478 für das Titularbistum Dionysia ernannt und erhielt gleichzeitig den Auftrag als Suffragan des Bischofs Gebhard von Hoym von Halberstadt tätig zu sein. Er war Dominikaner und gehörte dem Halberstädter Kloster als Konventuale an. Über seine Tätigkeit als Weihbischof ist im Urkundenbuch der Collegiatstifter S. Bonifatii und S. Pauli in Halberstadt nur ein Eintrag vermerkt.
Die Aufnahme in die Reihe der Schweriner Weihbischöfe ergibt sich aus einer Notiz in der Greifswalder Universitätsmatrikel: Dns. Levinus Brunstorp, vicarius in ponificalibus reverendi patris ac dni. episcopi Swerin. December 1480. Weitere Hinweise zum Studienfach oder Promotion sind in der Universität zu Greifswald nicht vorhanden.
Auch im Bistum Schwerin sind urkundlich keine Amtshandlungen vom Weihbischof Levinus Brunstorp belegt. Nur im Bistum Halberstadt wurde er 1487 noch erwähnt. Denn unter dem 11. August 1487 war im Halberstädter Urkundenbuch vermerkt: am sonnavende na Laurentii martiris, verschreiben die Vicare (Ordo Ordonis, Jacob Stutz, Ludolf Luckum, Conrad Ostendorp) ... 2 1/2 Rh. fl. jährlich auf Marae Himmelfahrt dem Livinus Bronstorp, Bischof zu Dionysien, Suffraganeus des Stifts Halberstadt, wk. für 50 fl. Wird der Zins bei Lebzeiten des Livinus nicht abgekauft, so sollen sie 10 fl. behalten und dafür seine Memorie feiern.
Als sein Nachfolger wurde am 24. Januar 1494 der Dominikaner Conradus Antonii zum neuen Bischof von Dionysien und Weihbischof von Verden bestellt.
Wann er verstorben ist und wo er seine letzte Ruhestätte fand, sind nicht bekannt.